# 呂西尼昂王朝
呂西尼昂王朝（法語：Maison de Lusignan），起源於法國，曾統治耶路撒冷王國、賽普勒斯王國以及奇里乞亚亚美尼亚王国。建立者是于格一世。